# ونديون

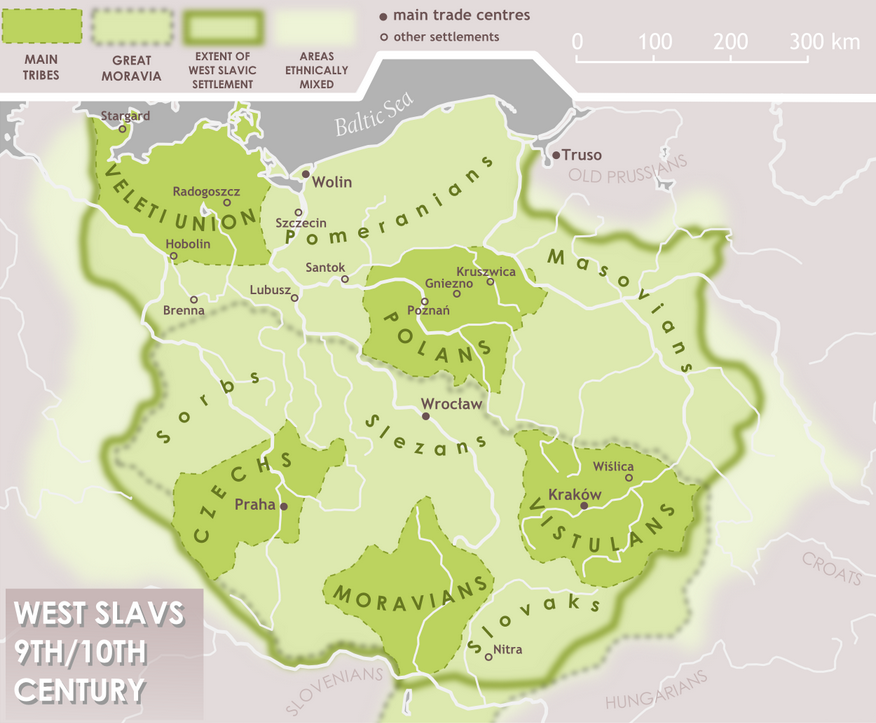
السلاف الغربيون في القرنين التاسع والعاشر

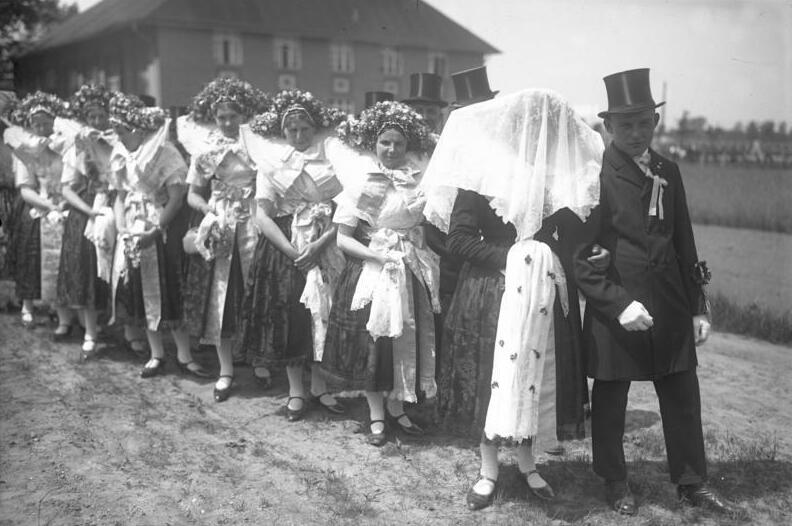
زفاف وندي عام 1931 في سبريوالد

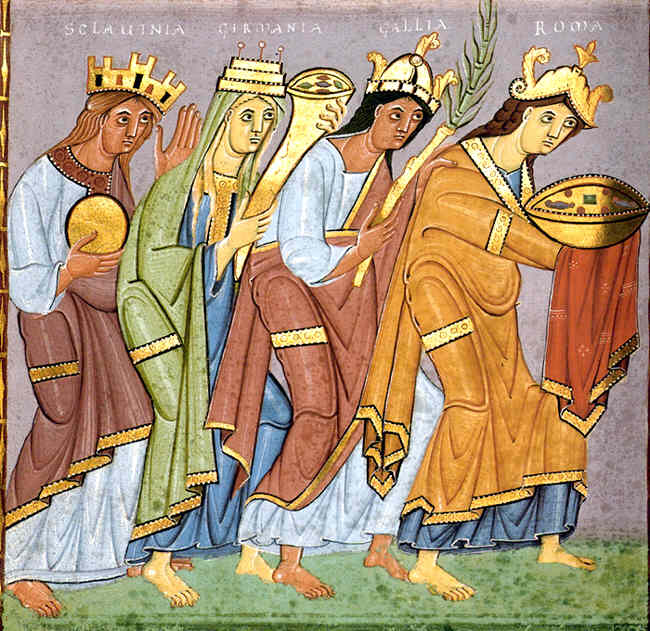
تجسيد لأفراد من السلاف (الونديين)، جرمانيا، والغال، وروما، يقدمون الهدايا أوتو الثالث، من كتاب الإنجيل الذي يعود تاريخه إلى عام 990.

الونديون أو الوند، هو الاسم التاريخي للسلاف الذين سكنوا شمال شرق ألمانيا حاليًا. فهو لا يشير إلى شعب متجانس، بل إلى شعوب أو قبائل أو مجموعات مختلفة حسب مكان وزمان استخدامه. في العصر الحديث، توجد مجتمعات تعرف باسم الونديين في سلوفينيا والنمسا ولوساتيا والولايات المتحدة (مثل تكساس ويندز) وأستراليا.
في أوروبا الناطقة بالألمانية خلال العصور الوسطى، تم تفسير مصطلح "الونديين" على أنه مرادف لـ "السلاف" واستخدم بشكل متقطع في الأدب للإشارة إلى السلاف الغربيين والسلاف الجنوبيين الذين يعيشون داخل الإمبراطورية الرومانية المقدسة.

## الشعوب «الوندية» على مر التاريخ
يشيع الاعتقاد بأن الشعوب الجرمانية قد أطلقت هذا المسمى العرقي على قبائل وينيتي، وأنها بعد عصر الهجرات أطلقته على جيرانها الشرقيين الجدد، السلاف (انظر العلاقة بين الوينيتي والسلاف لمزيد من التفاصيل).
أما الشعوب الإسكندنافية الوسطى، فقد عنت باسم الونديين القبائل السلافية القادمة من الشاطئ الجنوبي بحر البلطيق (وندلاند)، ولذلك استخدم هذا المسمى للإشارة إلى السلاف البولابيانيين مثل الأوبترايتس والسلاف الروجيان ويليتي ولوتيشي والقبائل البوميرانية.
وعن الشعوب التي كانت تعيش في المناطق الشمالية الوسطى للإمبراطورية الرومانية المقدسة وأسلافهم وبوجه خاص الساكسون، فإن الونديين بالنسبة لهم السلاف الذين يعيشون في منطقة غرب نهر أودر، وهي البقعة التي أطلق عليها لاحقًا (جرمانيا سلافيسا:Germania Slavica)، وعمرتها قبائل البولابيان (المذكورة سابقًا) في الشمال وغيرهم مثل الصوربيين وميلسيني في الوسط.
استخدم الألمان في الجنوب أسماء مثل Winde بدلاً من Wende وأطلقوه أيضًا كما فعل ألمان الشمال على السلاف الذين ربطت بينهم صلات مختلفة، ومنهم على سبيل المثال البولابياني ذوي الأصول البافارية السلافيسية أو السلوفينيين (وما يزال انتشار الأسماء وسلوفينيسكا بيستريسا دليلاً واضحًا على وجود مثل هذه الجماعات التاريخية).
ومع نهاية القرن الثامن، كان ملوك الفرنجة وخلفاؤهم قد قاموا بتنظيم كافة الأراضي الوندية إلى مقاطعات؛ لتتحول هذه العملية لاحقًا إلى سلسلة من الحروب الصليبية، وهكذا وبحلول القرن الثاني عشر، أصبحت الأراضي الوندية جميعها جزءًا من الإمبراطورية الرومانية المقدسة. وخلال التوسع الألماني الشرقي، الذي كانت ذروته بدءًا من القرن الثاني عشر وحتى القرن الرابع عشر، امتلك الألمان هذه الأرض وقاموا بإعادة تنظيمها.
وكنتيجة لعملية الاندماج التي أعقبت استقرار الوجود الألماني، تبنت العديد من قبائل السلاف المتواجدة غرب نهر الأودر الثقافة الألمانية وتحدثوا بلسانها. وما تزال بعض المجتمعات الريفية التي لا تربطها علاقات قوية مع الألمان متمسكة باستخدام اللغات السلافية الغربية يطلق على أفرادها الونديون. ومع الانحسار التدريجي لاستخدام اللغات السلافية المحلية، بدأ مسمى الونديون في الاختفاء ببطء أيضًا.
وتشير بعض المصادر إلى وجود شعوب كانت تدعى بالوينديين أو Vends خلال القرن الثالث، تعيش شمالاً بالقرب من لاتفيا (شرق بحر البلطيق) قريبًا من مدينة ويندن. وكان هنري من ليفونيا قد ذكر وصف في مذكراته التي تعود إلى القرن الثالث عشر باللغة اللاتينية لقبيلة يطلق عليها ويندي (Vindi).
واليوم، لم يتبق سوى مجموعة واحدة من الونديين :الصورب اللوستينية شرق ألمانيا الحالية.

### عصور الازدهار (500–1000)

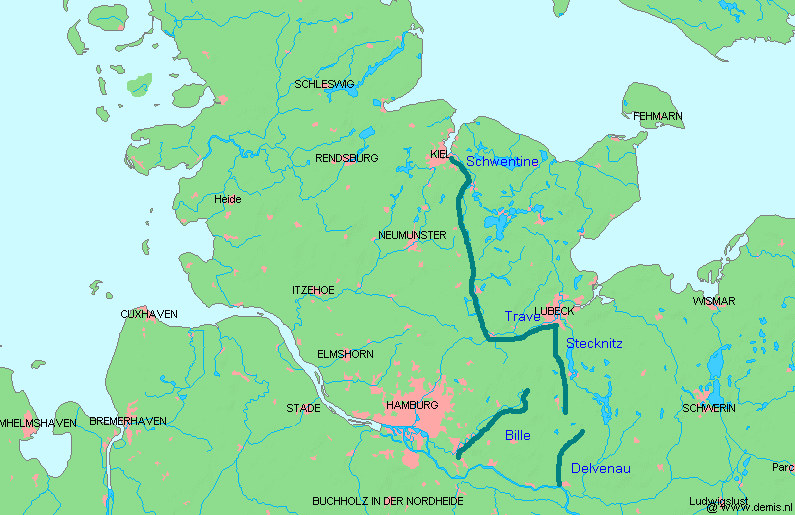
حدود ساكسونيا بين قبائل الساكسون وأوبترايتس ليخشيتس (Lechites Obotrites)، تأسس عام 810 ويعرف اليوم باسم شليسفيغ هولشتاين

### عصور الاضمحلال (1000-1200)

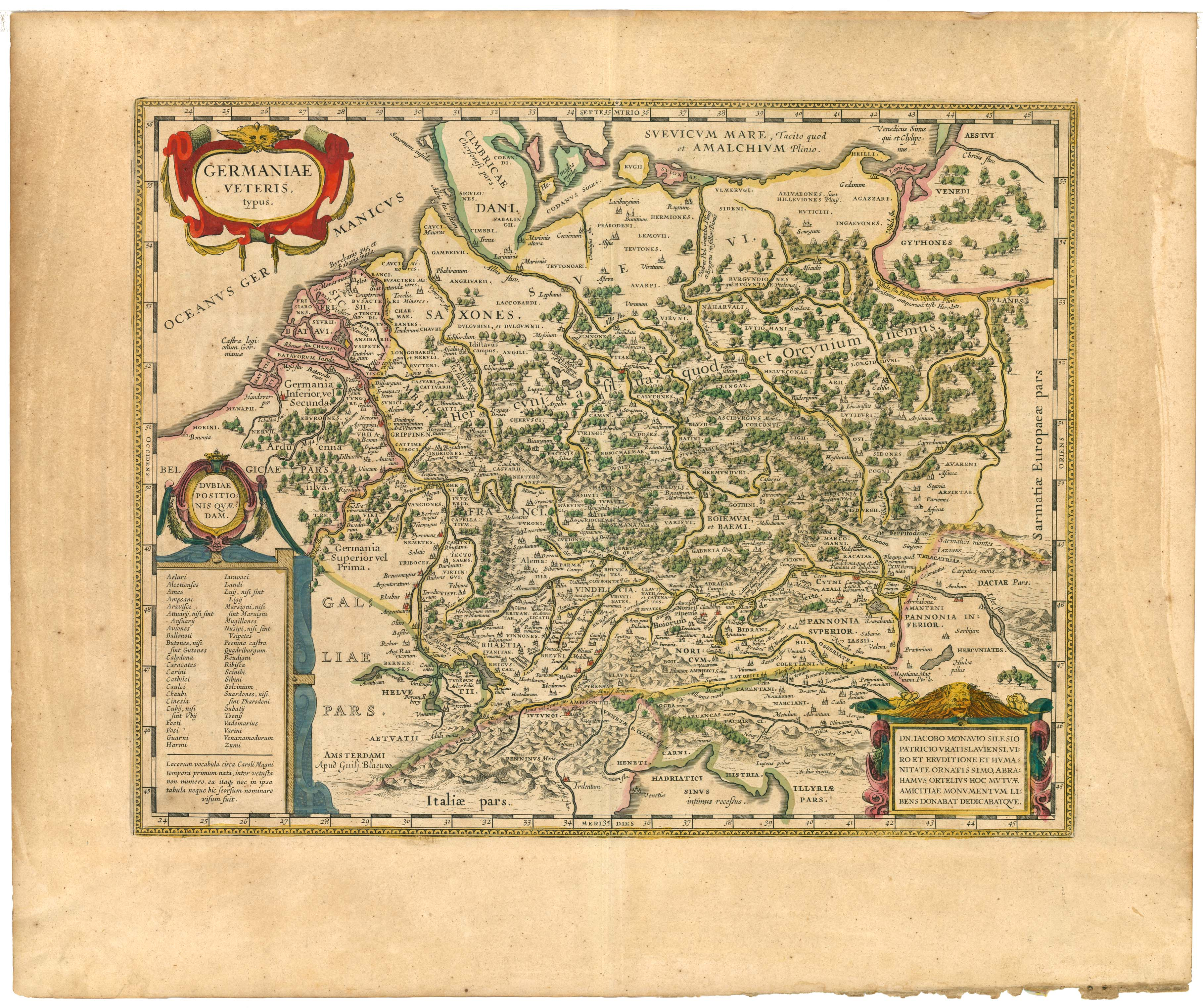
Germaniae veteris typus (ألمانيا قديمًا)، إستي، وفندي، والقوطيون والإنجافونز على الجانب الشمالي الشرقي للخريطة، أعدها ويليام (Willem) وخوان بلاو (Joan Blaeu))، عام 1645.

## استخدامات أخرى لاسم الونديين

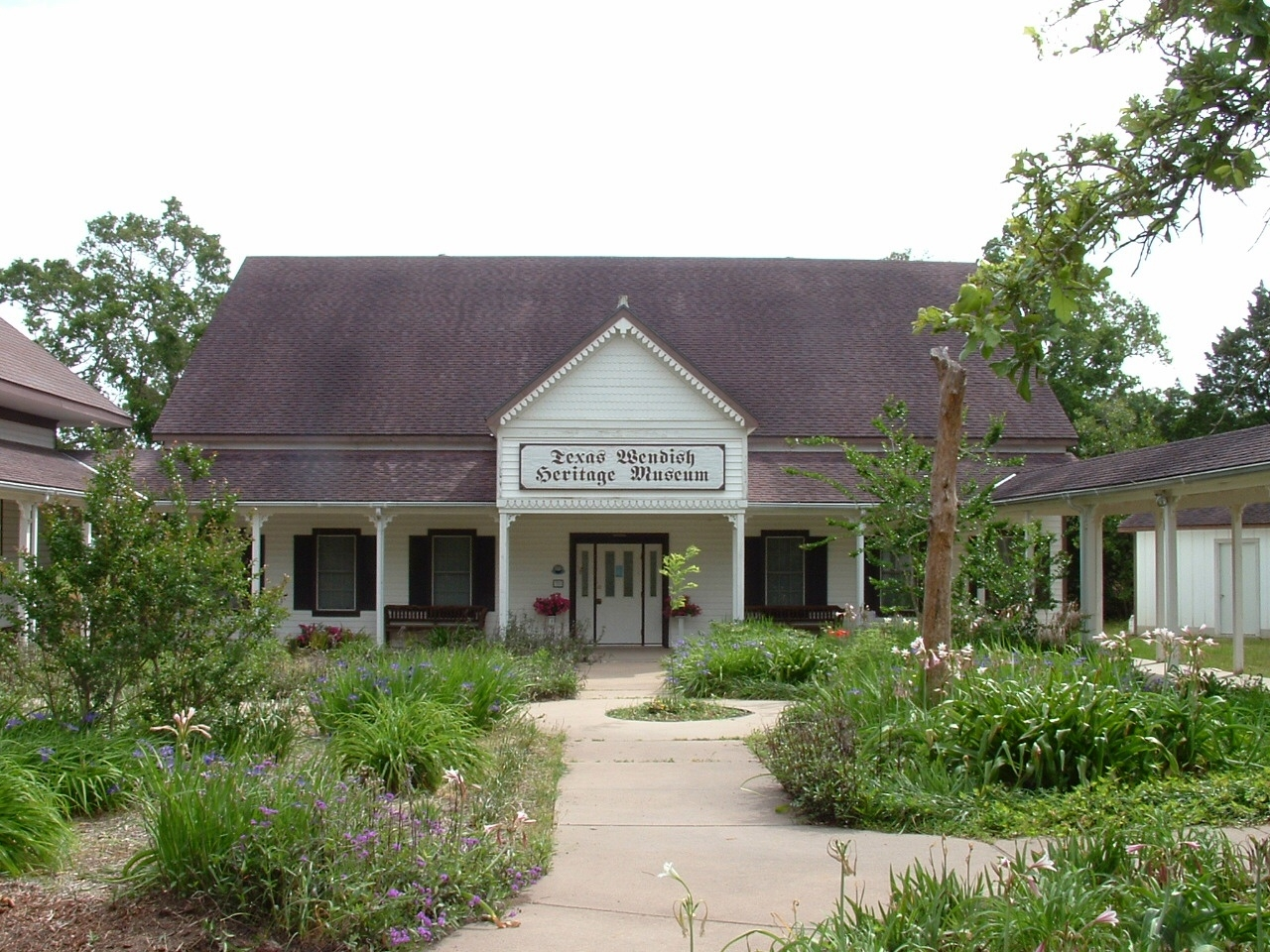
متحف تكساس لتراث الونديين في مقاطعة لي، تكساس

## تاريخ الونديين